# Festa del sacrifici

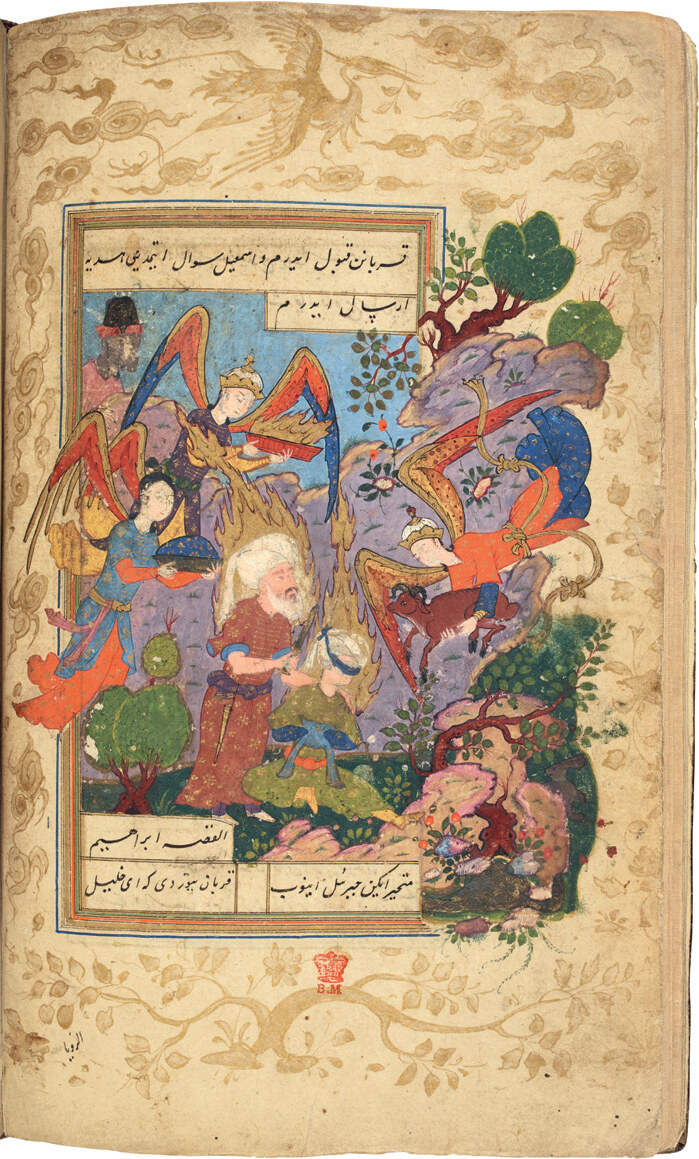
Miniatura otomana del representant Gabriel que atura el braç d'Abraham, prest a sacrificar el seu fill

L'Id al-Ad·ha (àrab: عيد الأضحى, ʿĪd al-Aḍḥà, ‘Festa del Sacrifici’) o Aïdu l-adhà o festa del Sacrifici és una de les dues celebracions més importants del calendari islàmic. S'hi commemora el símbol de la submissió perfecta a la voluntat de Déu representat per l'episodi alcorànic (i bíblic) en què Abraham va estar a punt de sacrificar el seu fill per ordre divina abans que Déu li aturés el braç. Se celebra el desè dia del mes de dhu-l-hijja i coincideix amb la fi del hajj, el pelegrinatge preceptiu a la Meca, cinquè pilar de l'islam.
Aquest dia, en tot el món islàmic, les famílies maten un animal de manera ritual (sovint un xai, tal com es diu que va fer el patriarca) en record de l'acte d'Abraham; a continuació s'organitza un gran àpat i els creients es retroben en família i entre amics i es fan regals als infants. És un dia de perdó i d'oblit de malentesos, així com d'ajuda als més necessitats, ja que, segons la tradició, la família només es pot quedar amb una tercera part de l'animal sacrificat i la resta s'ha de compartir.

## Altres noms
A més d'Id al-Ad·ha, la celebració rep altres noms, com al-Id al-Kabir (àrab: العيد الكبير, al-ʿĪd al-Kabīr, ‘festa gran’) o Aïdu l-kabir, com Id al-Qurban (àrab: عيد القربان, al-ʿĪd al-Qurbān, ‘Festa de l'Ofrena’) o Aïdu l-qurban o Qurban bajram (escrit diversament segons el país) o festa de l'Ofrena, com Eid dhoha (al Pakistan) o com Bisup tabaski (a l'Àfrica subsahariana). També se la coneix com a festa del Xai, ja que és l'animal que se sol sacrificar més sovint.

## Celebració

### Origen
Segons l'Alcorà, Déu va ordenar en un somni a Ibrahim (Abraham) que sacrifiqués el seu fill Ismaïl (Ismael) per tal de demostrar la seva fidelitat. Quan el profeta estava a punt de complir aquest ordre, Déu el va aturar i va permetre que substituís el seu fill per un xai com a objecte d'ofrena. Posteriorment, l'any 624, el profeta Muhàmmad va reproduir el sacrifici durant el pelegrinatge a la ciutat sagrada de la Meca, establint-se des d'aleshores com un ritual per a la comunitat musulmana.

### Rituals

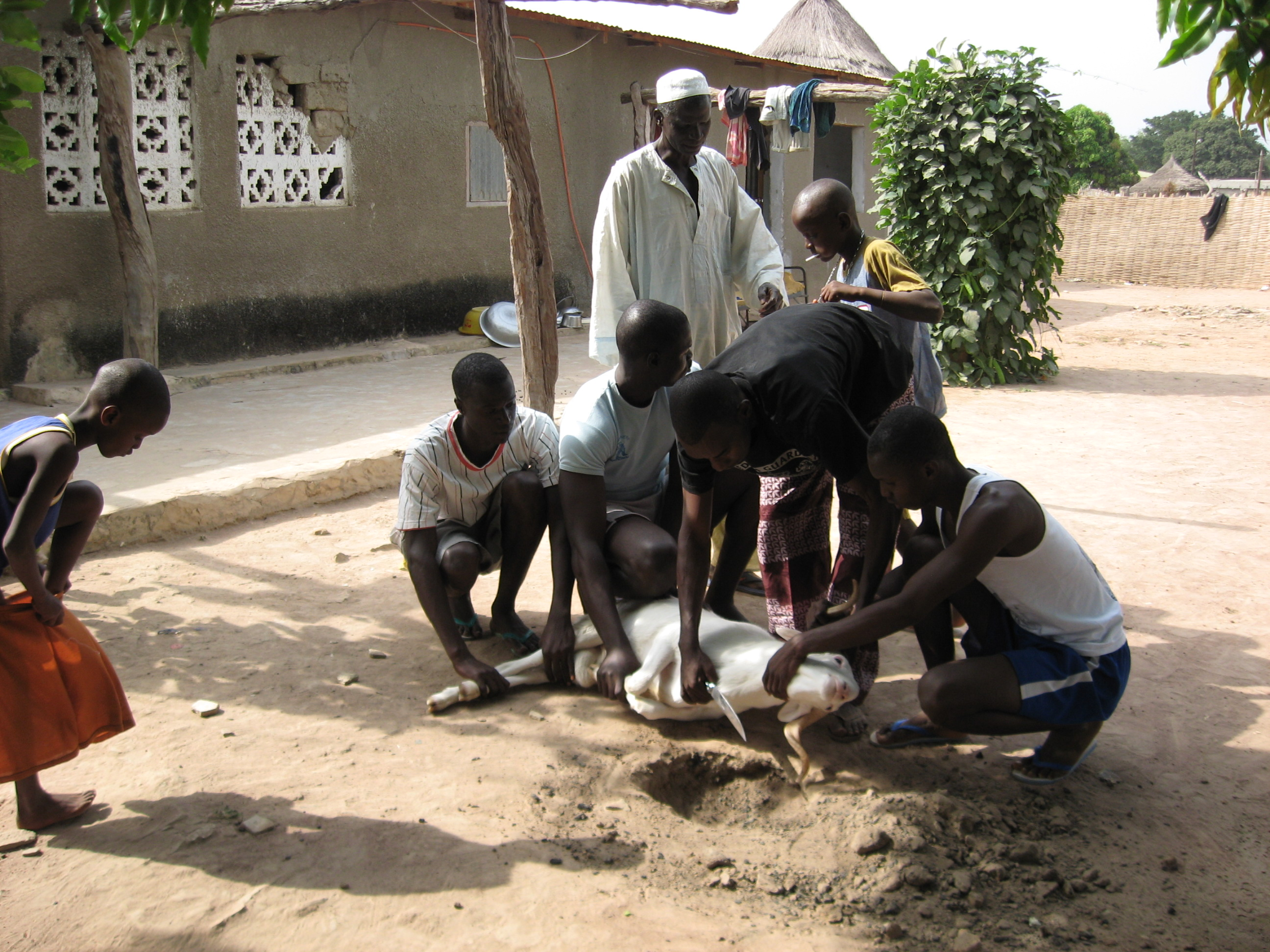
Fidels musulmans al Senegal amb l'animal preparat per al sacrifici ritual.

La festa del sacrifici coincideix cada any amb la fi dels rituals que es duen a terme durant el hajj, i és el primer dels quatre dies anomenats ayyam at-taixriq. Al final d'aquest període, els pelegrins abandonen la ciutat santa.
La festa s'inicia de bon matí, després de la sortida del sol, amb una pregària multitudinària. L'imam pronuncia la jutba per recordar, entre altres coses, el significat de sacrifici i del pelegrinatge. Un cop finalitzada l'oració els musulmans poden procedir a realitzar el sacrifici que, segons la tradició, farà el cap de família, tot i que també pot fer-lo qualsevol altre musulmà.
En general l'animal sacrificat és un xai, però si no n'hi hagués a disposició, els texts sagrats autoritzen utilitzar-ne d'altres com vedells, cabres, camells, etc. El ritual a seguir està codificat segons la xària, la llei islàmica:
Cap de les bèsties pot presentar un defecte físic i, a més, ha de tenir una edat determinada segons l'espècie; cal orientar l'animal de cara a la Meca tot col·locant-lo sobre el costat esquerre; 
abans de procedir al sacrifici, la persona encarregada de dur-lo a terme ha de manifestar la raó de la seva intenció de matar l'animal i ha de pronunciar una frase ritual; finalment ha de degollar-lo segons el mètode halal, que defineix el que és lícit segons la religió.

## Dates
La data de la festa del sacrifici s'escau setanta dies després de l'id al-fitr, la celebració del final del sawm (dejuni del mes de ramadà). Com que el calendari islàmic és lunar, aquesta data avança cada any uns deu o onze dies en relació amb el calendari gregorià, que és solar.